# Молоси (собаки)

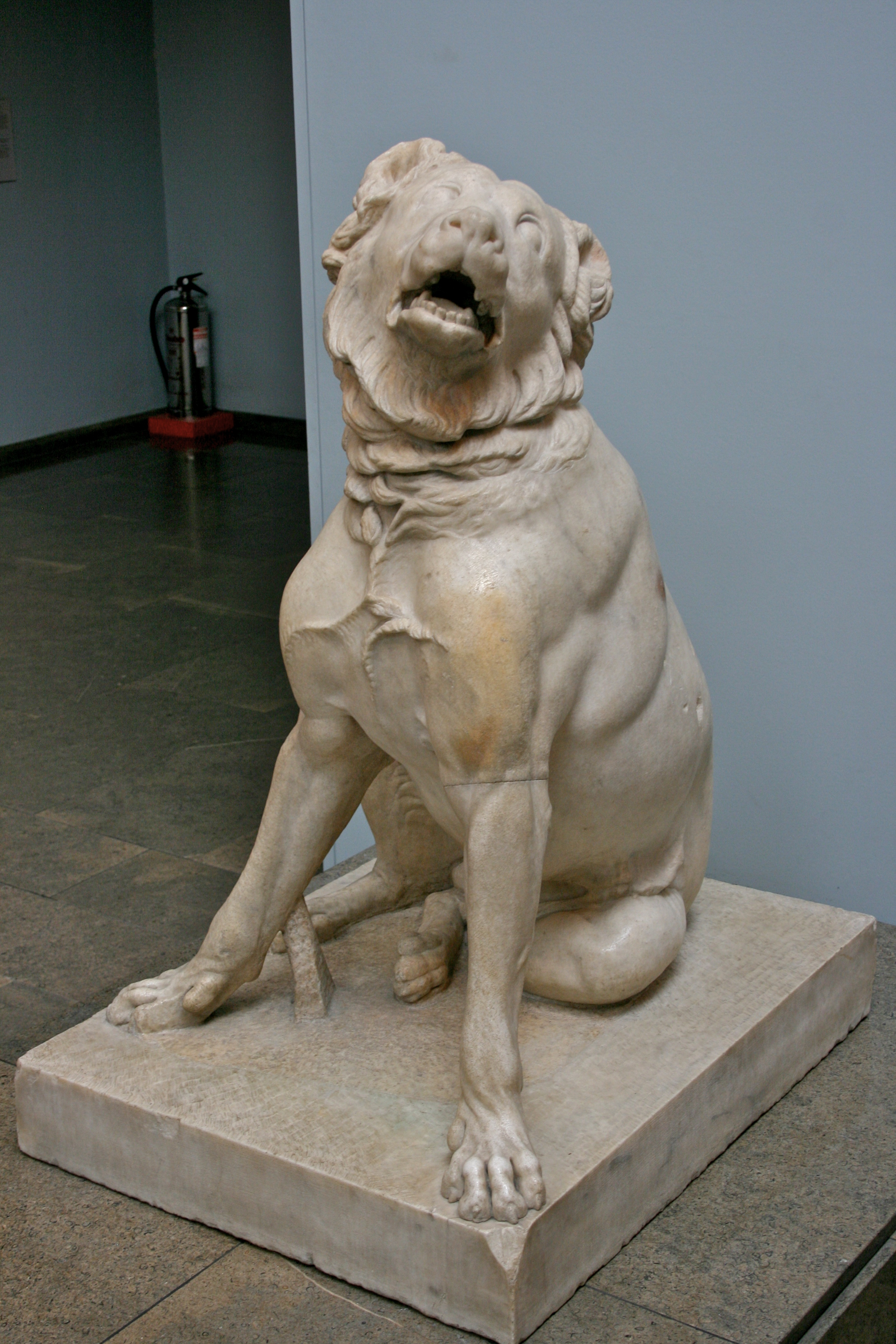
Собака Дженнінгса в Британському музеї, можливий пращур молосів

Молоси — узагальнювальна назва для масивних та м'язових типів собак. У міжнародній FCI-класифікації молосоподібні (лат. canis epiroticus) породи також називають «догоподібними собаками»; вони належать до групи 2, розділу 2.1. Загальною назвою є також «собаки мастифного типу». Молоси здебільшого мають важкі кістки, вислі вуха, коротку й мускулисту шию, а також коротку та широку морду.

## Історія
Молоси були собаками, яких утримували давньогрецьке плем'я та королівство молосів, які населяли регіон Епіру. 
Молоси були відомі в усьому стародавньому світі своїми розмірами та лютістю і часто згадувалися в античній літературі, зокрема в працях Арістофана, Аристотеля,  Граттія, Горація, Лукана, [4] Лукрецій, Марціал, Немезіан, Оппіан з Апамеї Плавт Сенека Стацій Овідій і Вергілій . Давньогрецьке плем'я молоссів карбувало срібні монети із зображенням собаки-молосса як своєї емблеми
Іноді в книгах і журналах, особливо в континентальній Європі та Північній Америці, стверджується, що всі мастифові собаки походять від молосів.  Ця теорія стверджує, що прабатьки породи прибули до Молоссії з Азії та зрештою були виявлені римлянами, які використовували велику кількість охоронців для римської армії; Ця теорія припускає, що різні породи мастифів, які зустрічаються по всій Європі, походять від собак, залишених римлянами.  Ця теорія була піддана сумніву багатьма експертами, які стверджували, що вона ґрунтується на припущеннях і не має історичних доказів, і що мастифи, ймовірно, виникли в іншому місці. 
За іншими переказами, під час своїх військових завоювань Александр Македонський виявив в Азії кілька велетенських собак, які настільки його вразили, що він відправив деяких з них додому. Оскільки Александ був сином принцеси молоссів, ці собаки стали асоціюватися з народом його матері, і що саме від цих собак походять усі мастифи. 
Здається, найімовірніше, що молосси тримали два різних типи собак: один був мисливським собакою з широкою мордою і нагадував щось середнє між німецьким догом і салукі великої статури, а інший був великим собакою-охоронцем худоби.  Арістотель у своїй «Історії тварин» писав: «У молосської раси собаки, які займаються полюванням, нічим не відрізняються від інших собак; тоді як ті, хто займається переслідуванням овець, більші й лютіші у нападі на диких звірів».  Він також додав, що собаки, народжені від змішаної породи молосських і лаконських собак, відрізняються хоробрістю і витримкою важкої праці. 
Полікрат із Самосу завіз на острів молосських і лаконських собак.
Згідно з грецькою міфологією, богиня Артеміда подарувала Прокриді собаку Лелапса, яка ніколи не могла зловити свою здобич, і від цієї собаки походять молосська та лаконська гончі.

## Походження окремих порід
Ці породи собак, що походять від древніх асирійських і єгипетських цькувальних собак, проникли спершу в Греції, потім на Апеннінський півострів і потім поширилися по всій Європі. Основні породи сучасних молосів такі:
1. Меделянки, що виникли в півн. Італії (медіоланські, міланські Д.), були значно поширені в Росії і використовувалися для цькування ведмедів, але з часу заборони цього цькування, в шістдесятих роках XIX століття, стали виводитися, останні особини залишалися тільки в Імператорських мисливських угіддях в Гатчині, а нині цілковито зникли;
2. Мастифи, що служили, в минулі часи, північноамериканським плантаторам для вистежування збіглих негрів;
3. Бордоські доги — використовуються на півдні Франції досі для цькування, переважно на ярмарках, на особливих аренах, ведмедів, вовків і ослів;
4. Німецькі доги. У становленні породи були використані Ірландські вовкодави. Бувають наступних забарвлень: Чорний, Плащовий, Платтен, Мармуровий, Палевий, Тигровий, Блакитний.
5. Стандарт встановлений в 1883 році в Німеччині. До встановлення загального стандарту ділилися на німецьких і Ульмських догів (згадки про данських, англійських тощо догів є поширеною помилкою).
6. Шар-пей. Активний, міцної статури собака середнього розміру. Складки на черепі та плечах, маленькі вуха і «гіпопотам'яча» морда надають шар-пею унікального вигляду. 1978 року шар-пей був занесений до «Книги рекордів Гіннесса» як найрідкісніша в той час порода у світі.

Молоси являють собою дуже великих і сильних собак, до 90 і більше см в холці, з масивною головою і сильними щелепами.

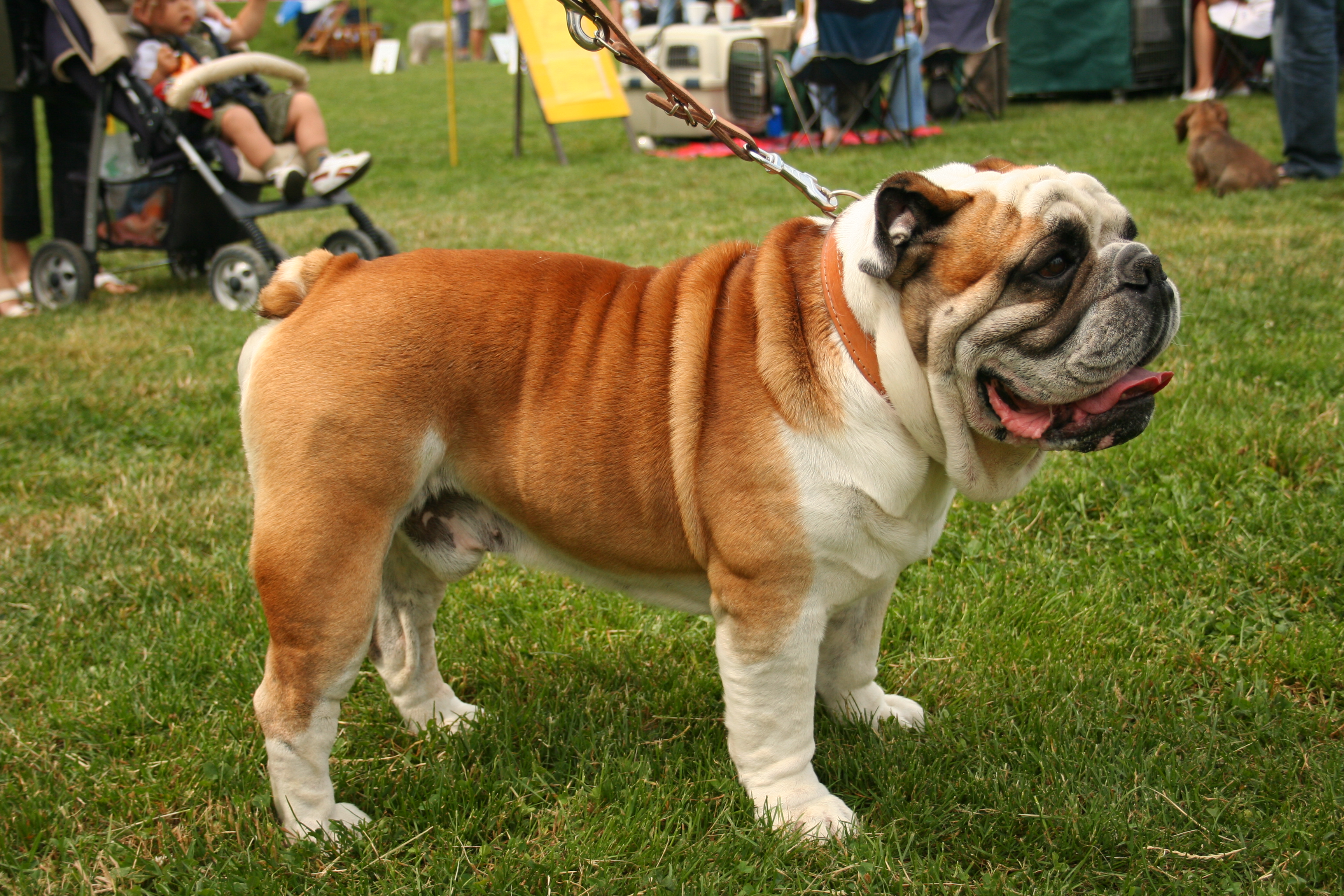
Англійський бульдог
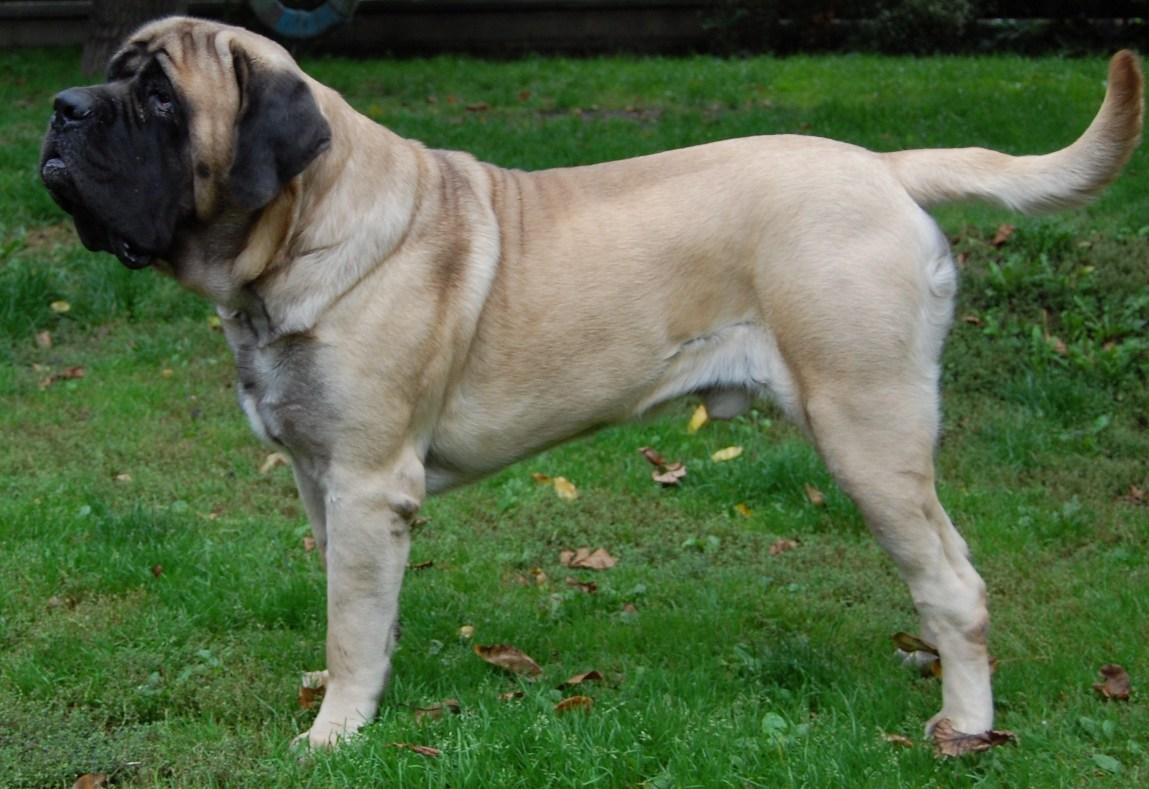
Англійський мастиф
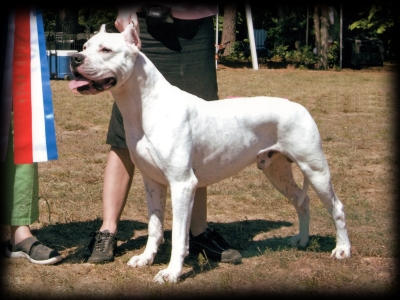
Аргентинський дог
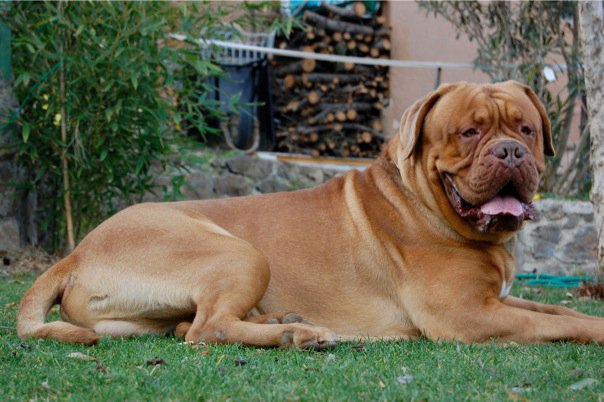
Бордоський дог
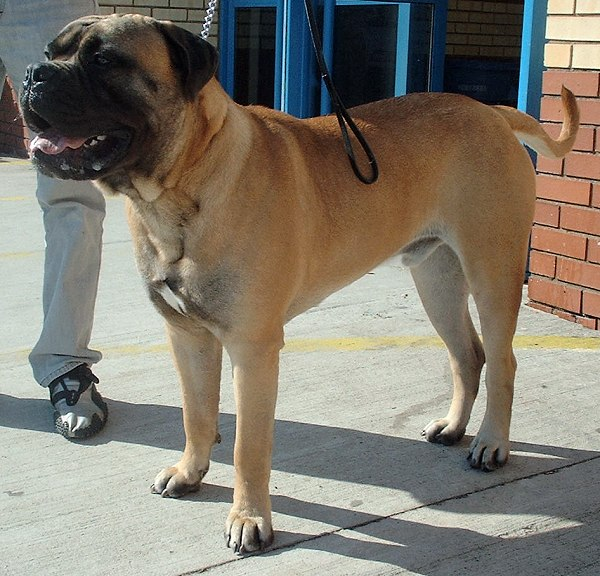
Бульмастиф
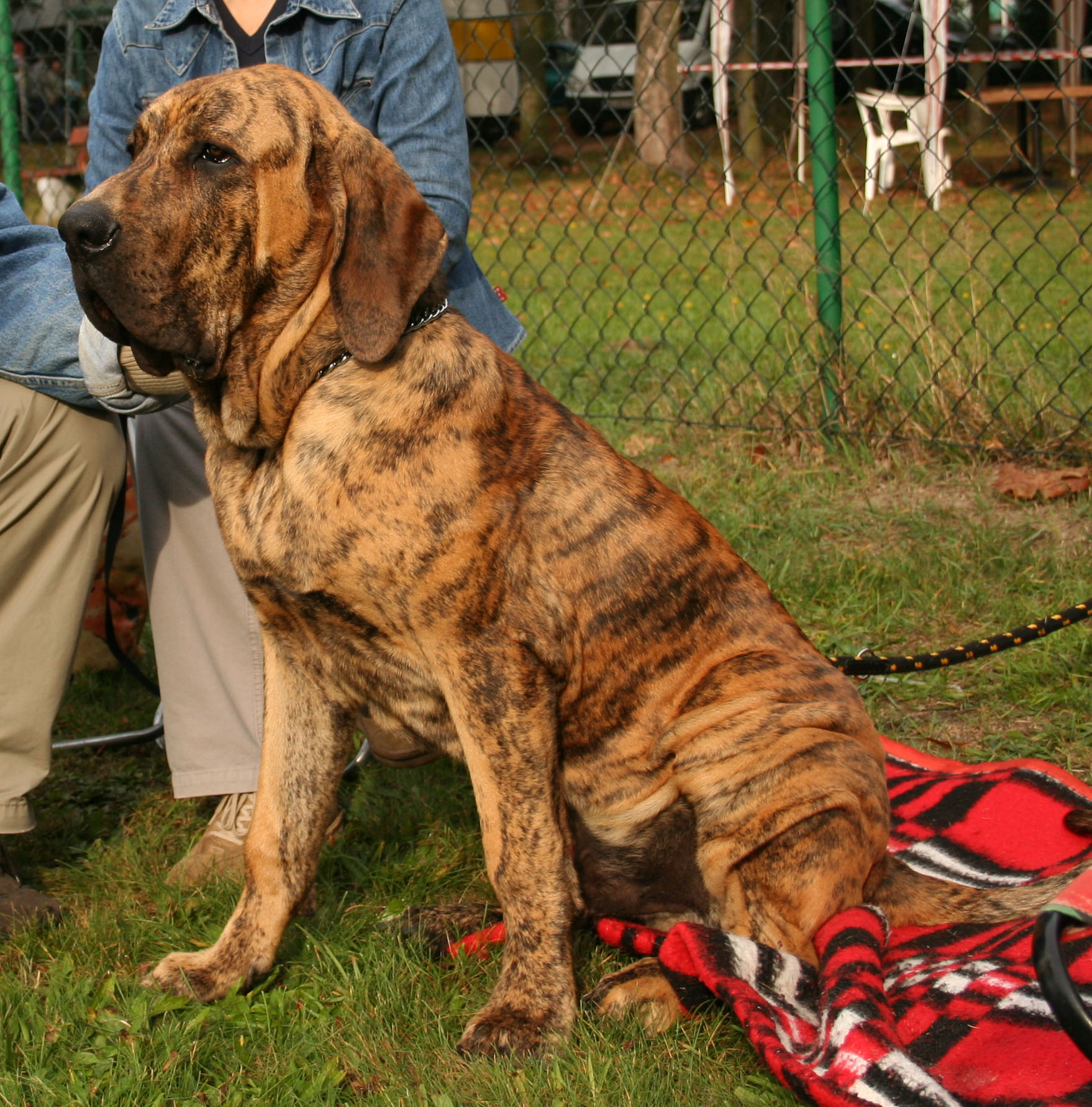
Філа бразилейро
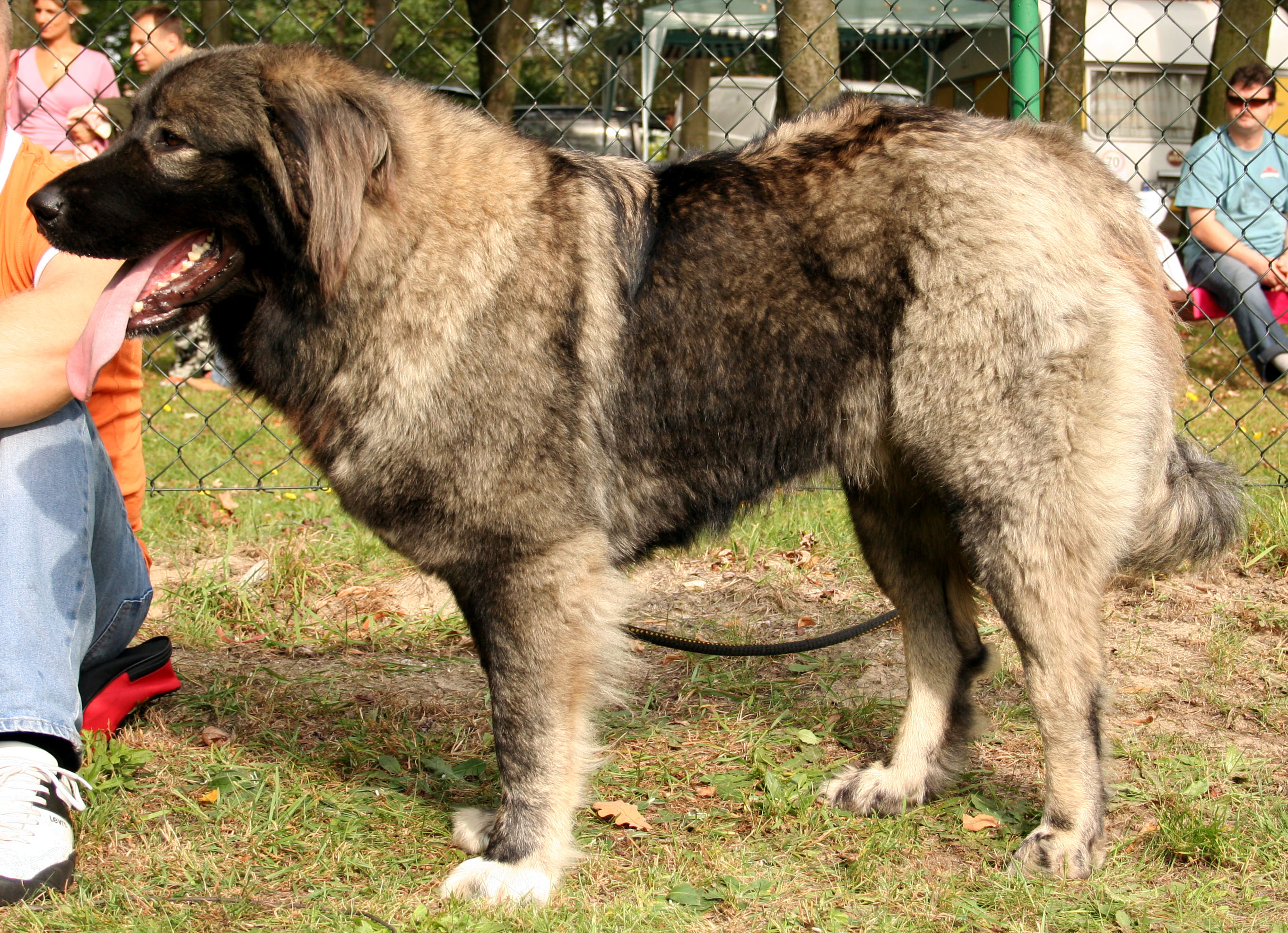
Кавказька вівчарка
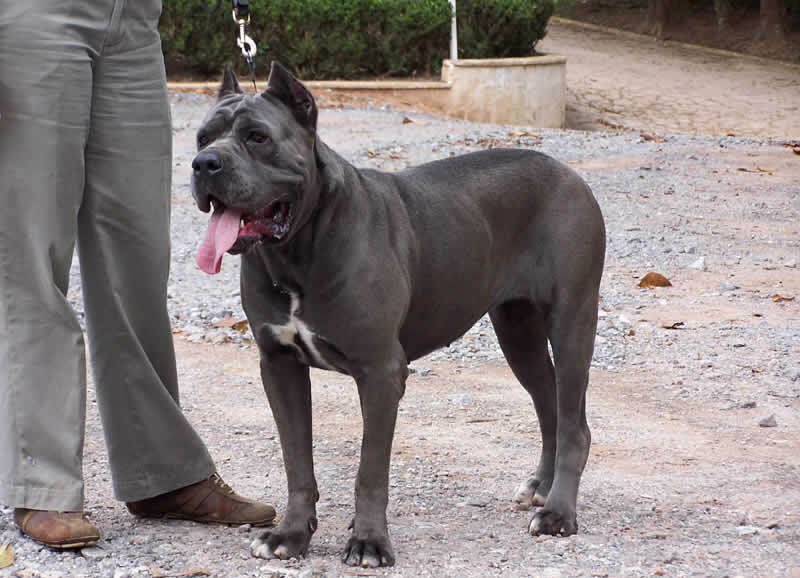
Кане корсо
Мастіно-наполетано
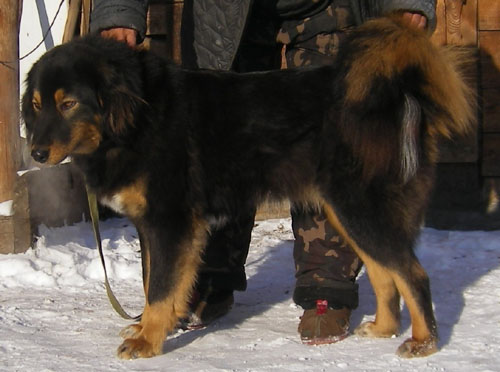
Монгольська вівчарка
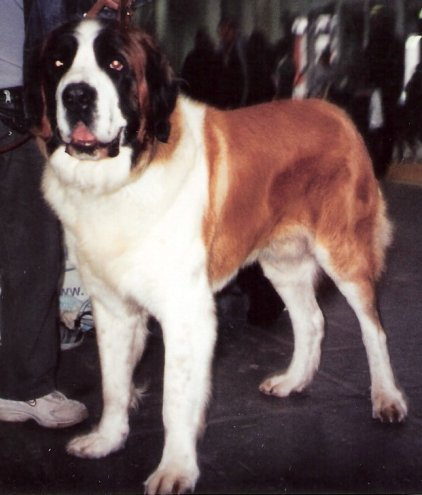
Московська сторожова
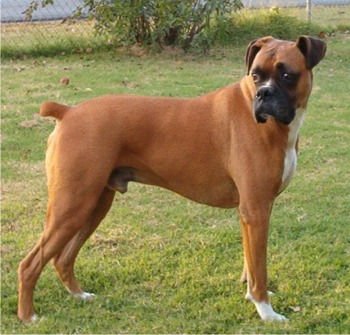
Німецький боксер
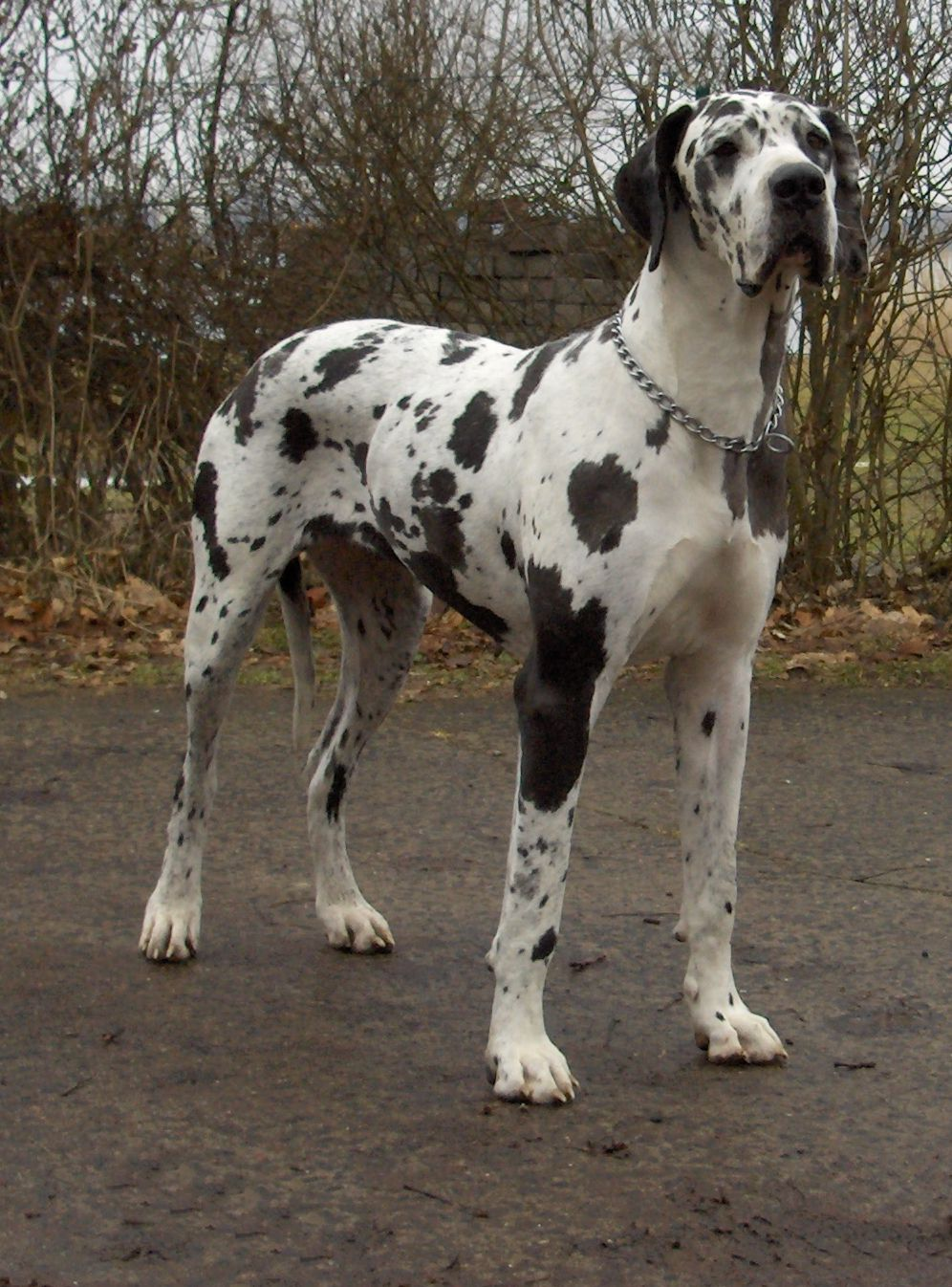
Німецький дог
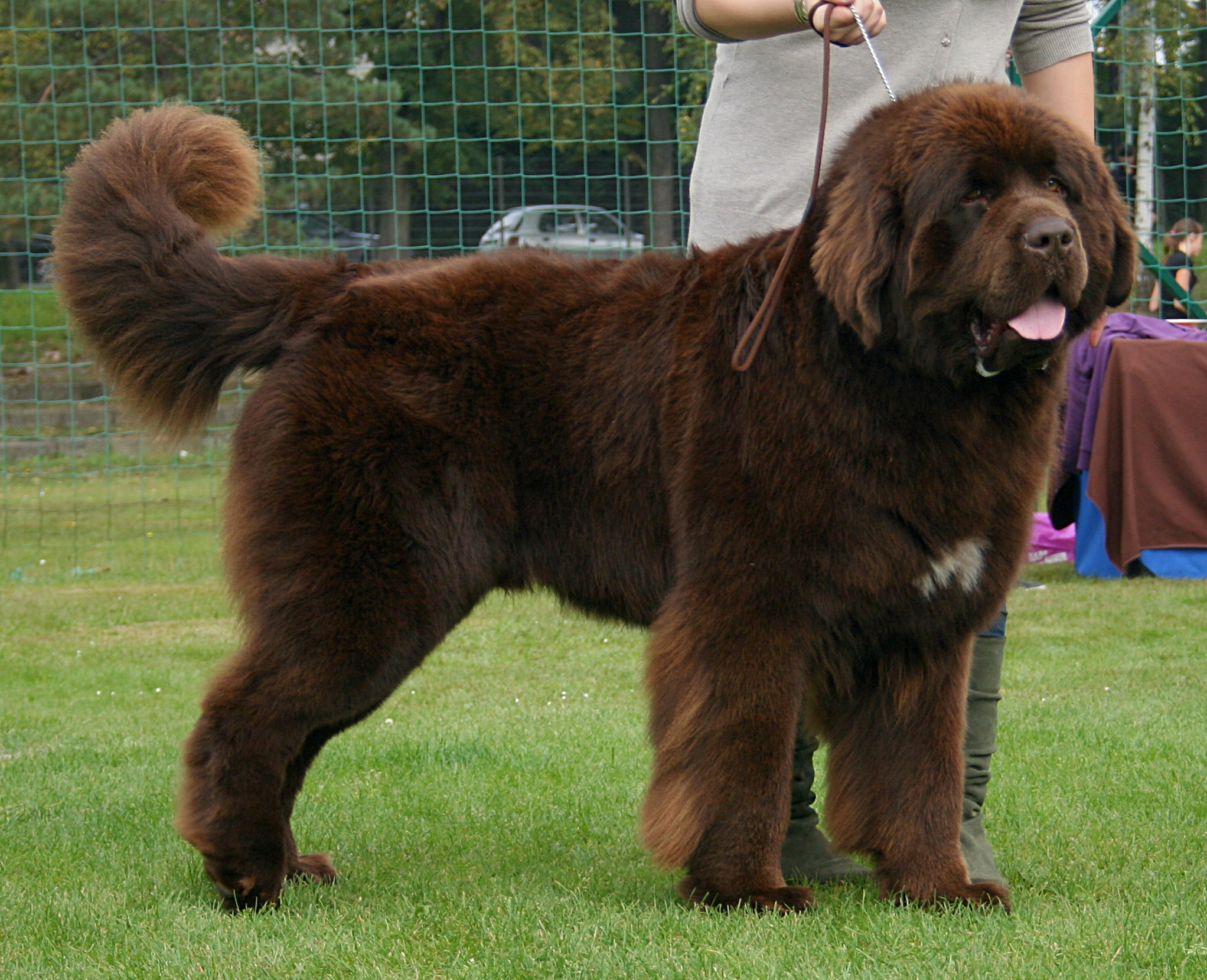
Ньюфаундленд
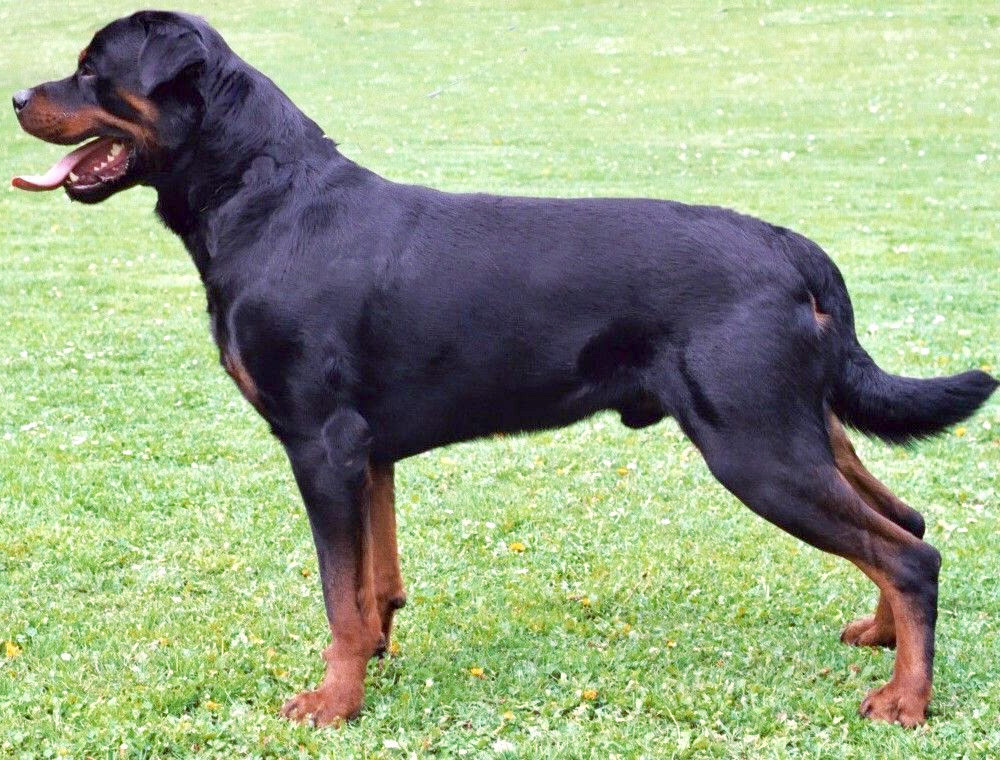
Ротвейлер
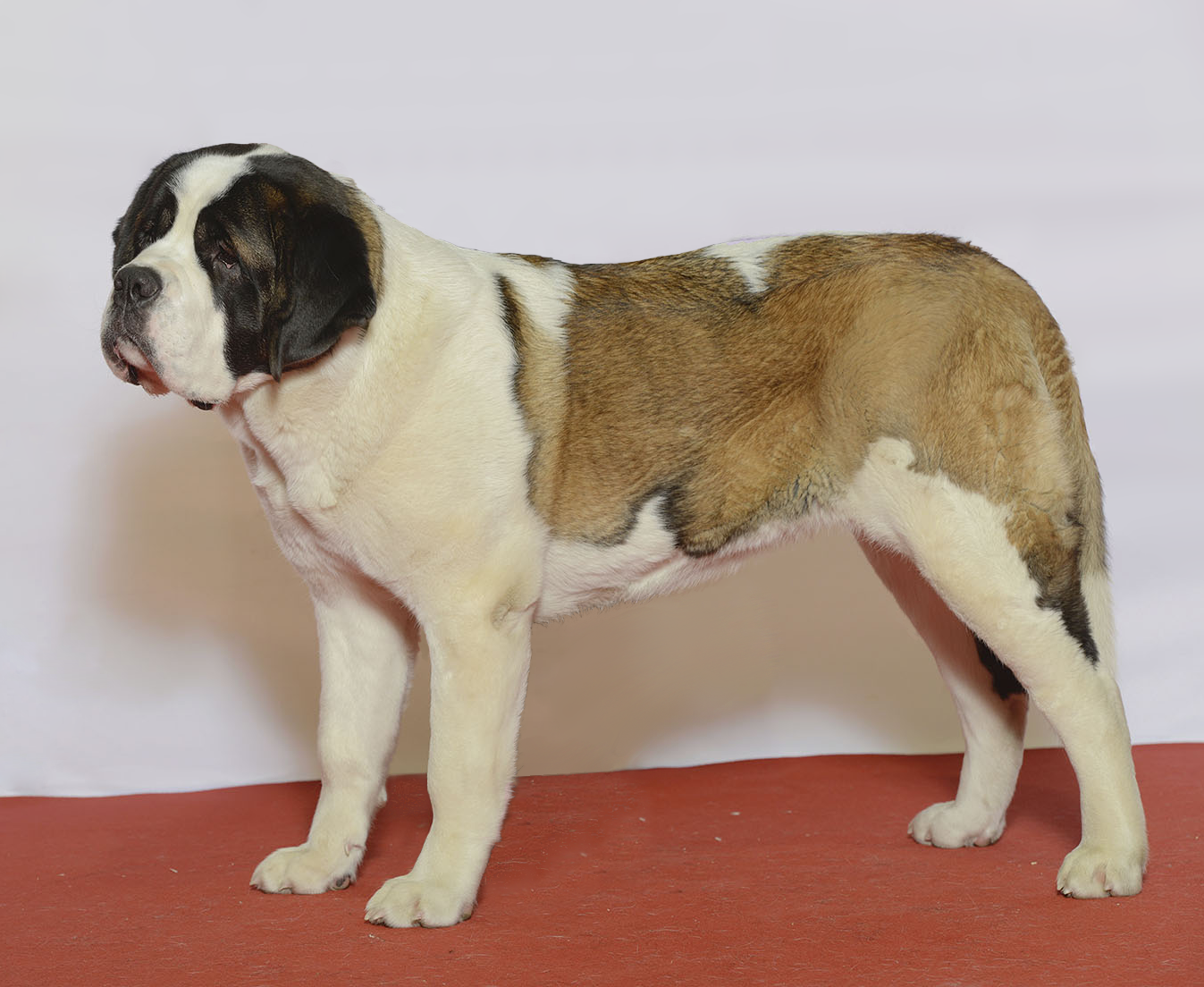
Сенбернар
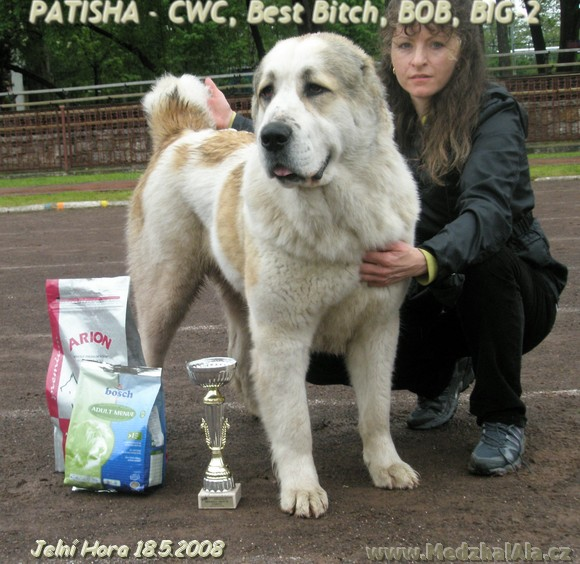
Середньоазійська вівчарка
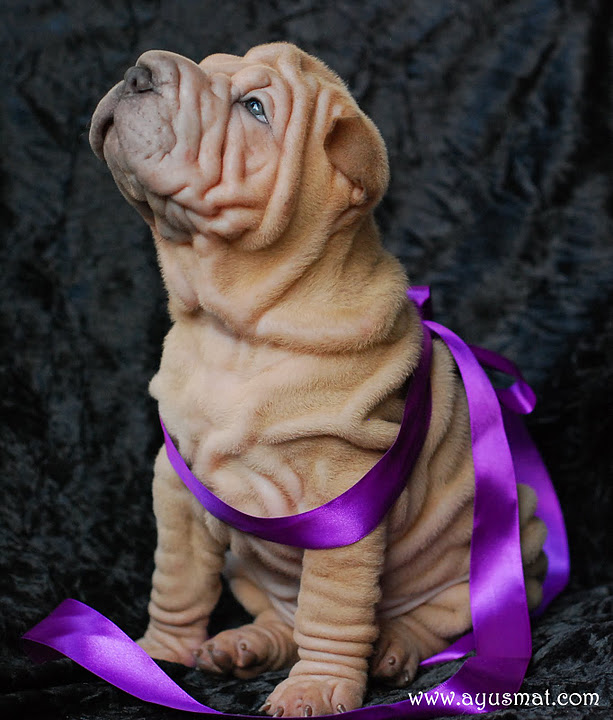
Шар-пей